# 26. listopad
26. listopad je 330. den roku podle gregoriánského kalendáře (331. v přestupném roce). Do konce roku zbývá 35 dní.

## Události

### Česko
- 1741 – Ve válkách o rakouské dědictví obsadila Prahu francouzská a bavorská vojska.
- 1969 – Novým předsedou České národní rady se stal Evžen Erban.
- 2008 – Český ústavní soud rozhodl, že nenašel rozpor mezi Lisabonskou smlouvou a českou ústavou.
- 2024 - Požár historické budovy Národního divadla (požár šatny v horních patrech)

### Svět
- 1276 – Český král Přemysl Otakar II. u Vídně složil přísahu věrnosti římskému králi Rudolfa Habsburskému, přijal v léno české země a zřekl se alpských zemí, Rakous a Chebska. Byl zproštěn říšské klatby.
- 1346 – Karel IV. byl v Bonnu korunován králem Svaté říše římské.
- 1713 – V německém Rastattu začala mírová jednání Francie a Rakouska o ukončení války o španělské dědictví.
- 1789 – Prezident George Washington prohlásil tento čtvrtek dnem prvních celoamerických oslav svátku Thanksgiving. Ten se slaví vždy 4. čtvrtek v listopadu.
- 1917 – V Kanadě byla založena National Hockey League s týmy Montreal Canadiens, Montreal Wanderers, Ottawa Senators, Québec Bulldogs, a Toronto Arenas.
- 1922 – Howard Carter a Lord Carnarvon se stali prvními lidmi, jež vstoupili do hrobky faraóna Tutanchamona po jejím uzavření před více než 3000 lety.
- 1941
  - Americký prezident Franklin Delano Roosevelt podepsal listinu, která ustanovuje Den díkůvzdání vždy čtvrtý čtvrtek v listopadu.
  - Druhá světová válka: flota se šesti japonskými letadlovými loděmi pod velením admirála Naguma opustila domácí přístav a plula směrem na Pearl Harbor. Přitom udržovala absolutní rádiové ticho.
- 1965 – Papež Pavel VI. apoštolským listem Praga Urbis prohlásil hlavním patronem pražské arcidiecéze sv. Vojtěcha.
- 1994 – Miloslav Vlk, arcibiskup pražský, byl jmenován kardinálem.
- 2000 – Čtyřnásobný olympijský vítěz v hodu oštěpem Jan Železný získal jako první Čech v historii titul nejlepšího světového atleta roku.
- 2003 – Poslední let letadla Concorde.

## Narození

### Česko

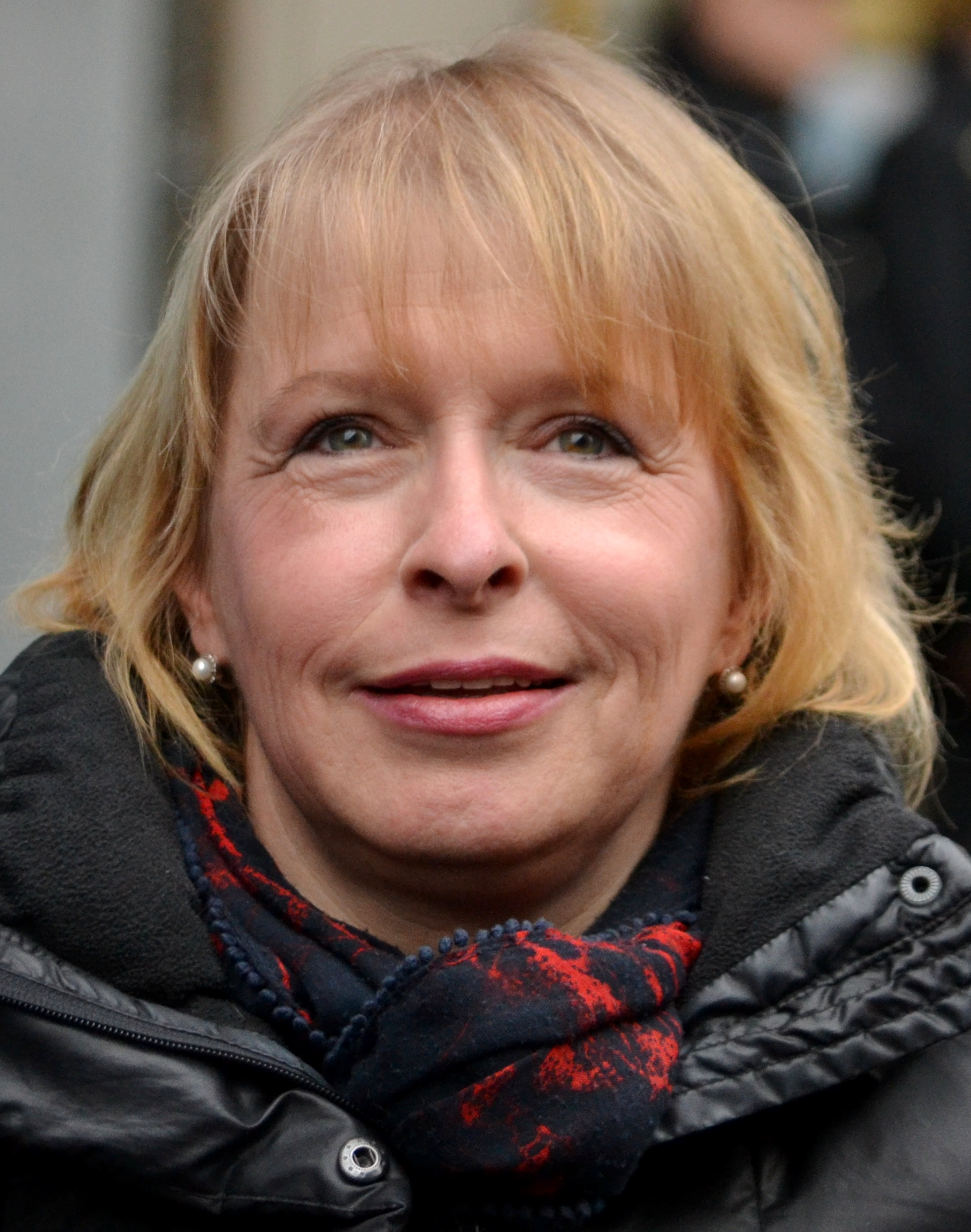
Hana Marvanová (* 1962)

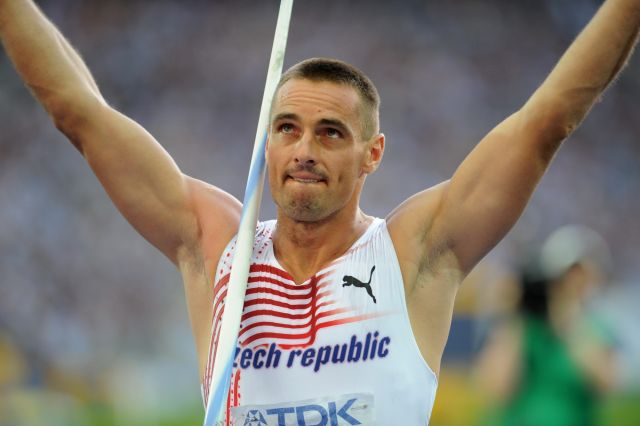
Roman Šebrle (* 1974)

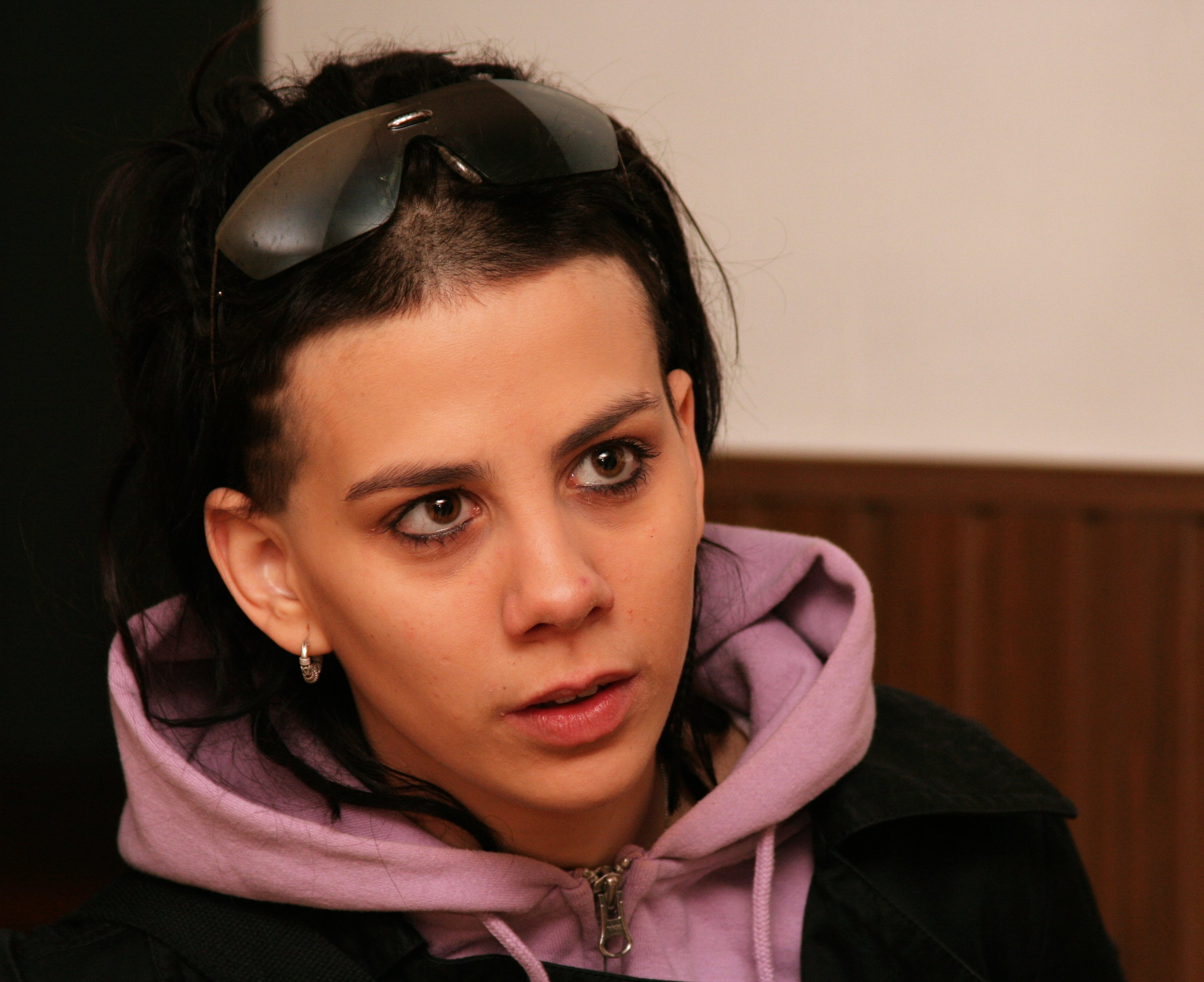
Aneta Langerová (* 1986)

- 1626 – Matthaeus Zeidler, jezuitský teolog, rektor olomoucké univerzity († 12. června 1697)
- 1713 – Jan Zach, skladatel, varhaník a houslista († 24. května 1773)
- 1753 – František Ondřej Poupě, pivovarský podnikatel († 1. prosince 1805)
- 1768 – Ferdinand z Bubna a Litic, rakouský polní podmaršálek českého původu († 5. června 1825)
- 1802 – Anton Schrötter, rakousko-český chemik a mineralog († 15. dubna 1875)
- 1811 – Štěpán Pollach, rakousko-český úředník a politik († 14. května 1886)
- 1835 – Josef Šusta, český rybníkář († 15. listopadu 1914)
- 1839 – Josef Milde, rakousko-český právník a politik († 7. prosince 1900)
- 1844 – Jan Miloslav Kryštůfek, středoškolský profesor a historik († 3. března 1924)
- 1845 – Josef Jirousek, rakousko-český podnikatel a politik († 27. února 1917)
- 1852 – Robert Rožánek, rakouský politik české národnosti († 13. října 1928)
- 1854 – Marie Kalašová, spisovatelka a překladatelka († 17. února 1937)
- 1860 – Jan Knies, český archeolog a geolog († 5. března 1937)
- 1861 – Johann Leitner, rakousko-český právník a politik († ?)
- 1862 – Ondřej Přikryl, český lékař, básník, spisovatel a politik († 21. prosince 1936)
- 1867 – Rudolf Karel Zahálka, český spisovatel († 14. března 1899)
- 1868
  - Hana Benoniová, česká herečka († 9. září 1922)
  - Augustin Fibiger, sekretář litoměřického biskupa († 8. května 1936)
- 1878 – Josef Stržil, politik a meziválečný senátor († 14. ledna 1953)
- 1883 – František Cvetler, přírodovědec a profesor († 1. listopadu 1956)
- 1884 – Jaroslav Kučera, novinář a politik († 13. června 1945)
- 1885 – Vojtěch Kovář, rakousko-český voják († 29. května 1918)
- 1888
  - Tylda Meinecková, spisovatelka a překladatelka († 5. prosince 1938)
  - Theodor Saturník, právník a právní historik († 18. září 1949)
  - Josef Jäkel, politik německé národnosti († ?)
- 1892
  - Otakar Haering, spisovatel († 15. října 1951)
  - Felix Kučera, politik a meziválečný poslanec († 1980)
- 1895 – Josef Masařík, český legionářský spisovatel († 1980)
- 1896
  - František Novotný, československý letecký konstruktér († leden 1946)
  - Karla Mahenová, manželka Jiřího Mahena a autorka vzpomínkové knihy na toto manželství († 16. července 1991)
- 1898
  - Josef Jirsík, český zoolog a ornitolog († 30. prosince 1956)
  - František Majtl, politik a člen KSČ († ?)
- 1899 – František Marek, český architekt († 18. července 1971)
- 1902 – Rudolf Hurt, archivář a historik († 11. srpna 1978)
- 1901 – Karel Zachara, politik a člen KSČ († ?)
- 1903
  - Alice Herzová-Sommerová, klavíristka († 23. února 2014)
  - Ladislav Pacholík, stavební inženýr († 19. února 1966)
- 1905 – Vítězslav Šmejc, spisovatel literatury pro mládež († 29. července 1982)
- 1907
  - Cyril Musil, reprezentant v běhu a politický vězeň komunismu († 17. dubna 1977)
  - František Nekolný, boxer († 4. října 1990)
- 1908 – Jan Noha, básník komunistické orientace († 19. ledna 1966)
- 1909
  - Ota Hora, politik národně socialistické strany († 1. prosince 1997)
  - Jan Svoboda, policista a oběť nacismu († 11. května 1945)
- 1910 – Oldřich Janko, voják a příslušník výsadku Sulphur († 1. března 1945)
- 1914 – Václav Valeš, válečný letec RAF († 20. července 1941)
- 1919 – Bohumír Krystyn, malíř, grafik a keramik († 21. srpna 2010)
- 1921 – František Listopad, český a portugalský spisovatel († 1. října 2017)
- 1922 – Antonín Bradna, katolický kněz a politický vězeň († 19. února 2006)
- 1924 – Zdeněk Dominik, motocyklový závodník († 21. června 2010)
- 1927 – Jan Neuwirt, patofyziolog a experimentální hematolog († 31. prosince 1993)
- 1930 – Helena Lisická, etnografka a spisovatelka († 30. listopadu 2009)
- 1931
  - Jaroslav Borovička, československý fotbalový reprezentant († 29. prosince 1992)
  - Vladimír Kopecký, malíř, grafik a sklářský výtvarník
- 1936 – Ladislav Gerle, ministr československých vlád († 25. ledna 2015)
- 1939 – František Šuranský, fotbalista
- 1940 – Zdeněk Bíma, silniční motocyklový závodník († 30. června 1984)
- 1941
  - Helga Čočková, česká herečka a moderátorka
  - Ladislav Frej, český herec
- 1943
  - Hana Librová, bioložka, socioložka a environmentalistka
  - Bohuslav Peka, politik a porevoluční poslanec
- 1944
  - Ladislav Klein, český kytarista, klávesista, flétnista
  - Miroslav Koval, fotograf, malíř a kurátor († 15. června 2022)
- 1945
  - Amos Krejčí, motoristický novinář († 6. července 2012)
  - František Kunetka, římskokatolický teolog
- 1948
  - Jiří Barta, český animátor a režisér
  - Antonín Waldhauser, hokejový útočník
- 1950 – Jitka Moravcová, vědkyně a první profesorka organické chemie († 14. května 2018)
- 1952 – Jiří Medřický, politik a právník
- 1953 – Oldřich Dědek, český ekonom
- 1954 – Jan Rychlík, historik
- 1955 – Oldřich Vlasák, primátor Hradce Králové, místopředseda Evropského parlamentu († 12. října 2024)
- 1958
  - Karel Oliva, jazykovědec, ředitel Ústavu pro jazyk český AV ČR
  - Vladimír Caldr, hokejový útočník a trenér
- 1959 – Miroslav Michálek, právník a šachista
- 1960
  - Miroslav Chmela, fotbalový záložník
  - Stanislav Vahala, fotbalový brankář
- 1961 – Petr Málek, olympionik a sportovní střelec († 30. listopadu 2019)
- 1962 – Hana Marvanová, česká právnička a politička
- 1964 – Jiří Kohoutek, politik a živnostník
- 1965
  - Jarmila Doležalová, spisovatelka, badatelka a publicistka
  - Tomáš Knoz, historik působící na Masarykově univerzitě
- 1968 – Kamil Papuga, fotbalový obránce
- 1972 – Lukáš Gavlovský, malíř, fotograf a nezávislý umělec
- 1973 – Petr Zemánek, fotbalový trenér
- 1974
  - Roman Šebrle, český atlet
  - Petr Zahrádka, režisér
  - Nicol Lenertová, moderátorka a zpěvačka
- 1977 – Lubomír Štrbík, fotbalista
- 1978 – Marek Ženíšek, politik a politolog
- 1980 – Lukáš Vágner, politik a právník
- 1982
  - Jana Příhodová, modelka
  - Jan Lhoták, historik
- 1985 – Ladislav Zikmund-Lender, historik umění
- 1986
  - Aneta Langerová, česká zpěvačka
  - Pavel Eliáš, fotbalista
  - Tereza Hlavsová, biatlonistka a mistryně světa († 18. února 2006)
- 1987 – Tomáš Závorka, hokejový brankář
- 1991 – Filip Horký, novinář a moderátor
- 1996 – Anna Kellnerová, parkurová jezdkyně a dcera Petra Kellnera
- 2000 – Kristian Michal, fotbalový záložník

### Svět

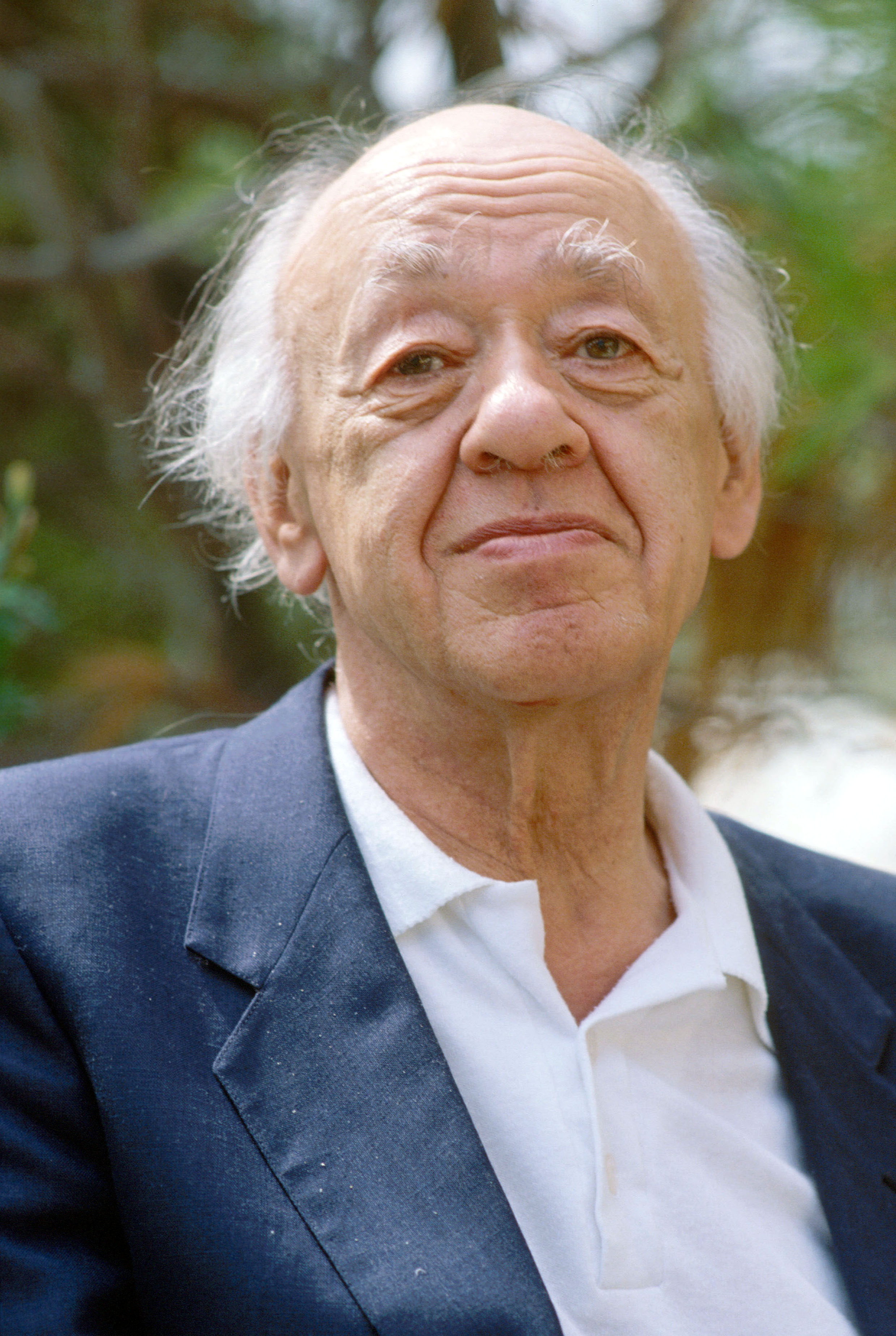
Eugène Ionesco (* 1909)

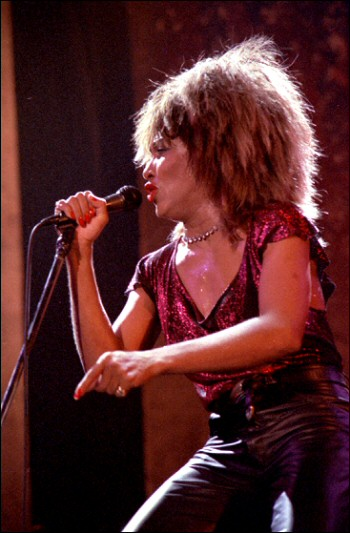
Tina Turner (* 1939)

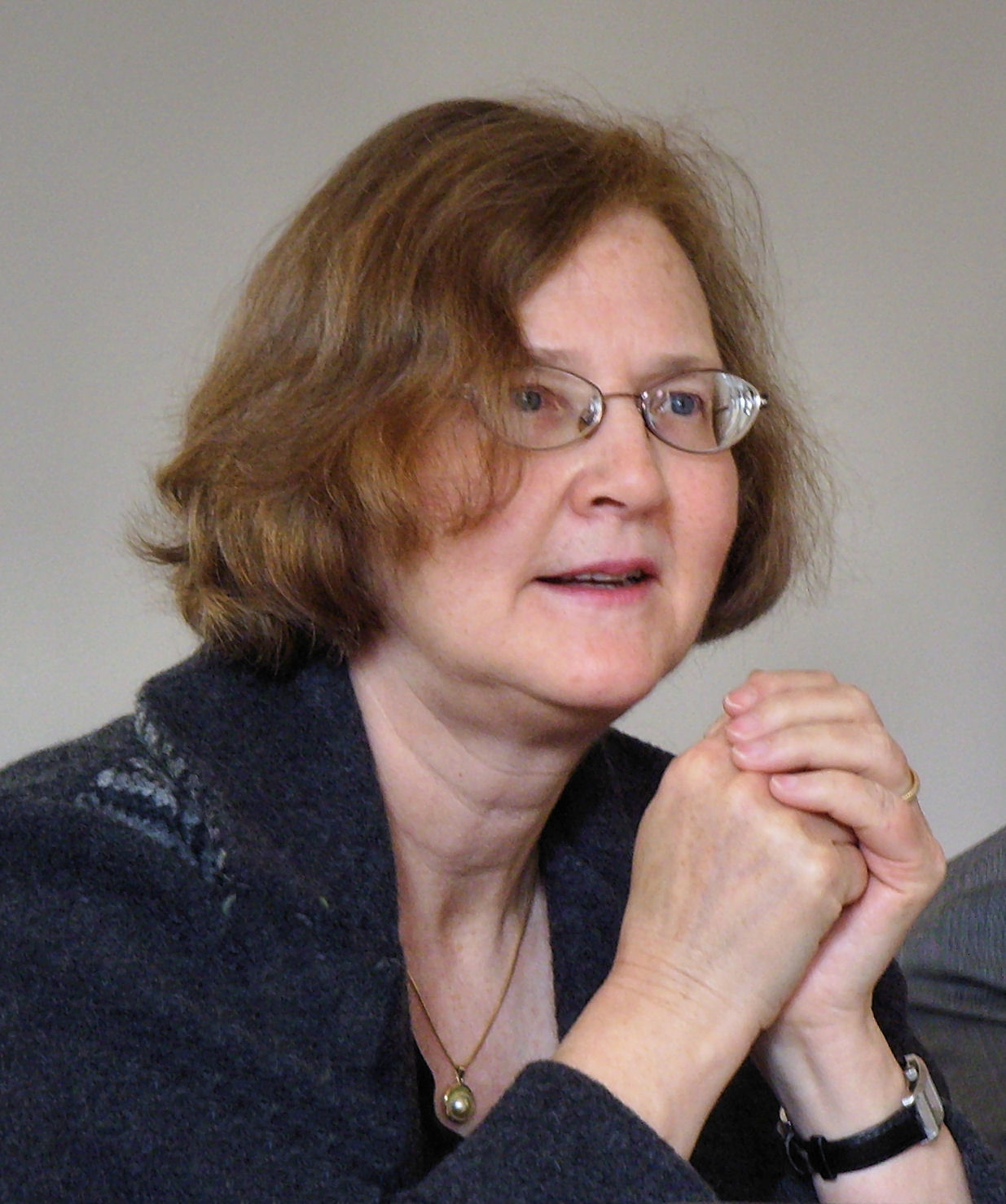
Elizabeth Blackburnová (* 1948)

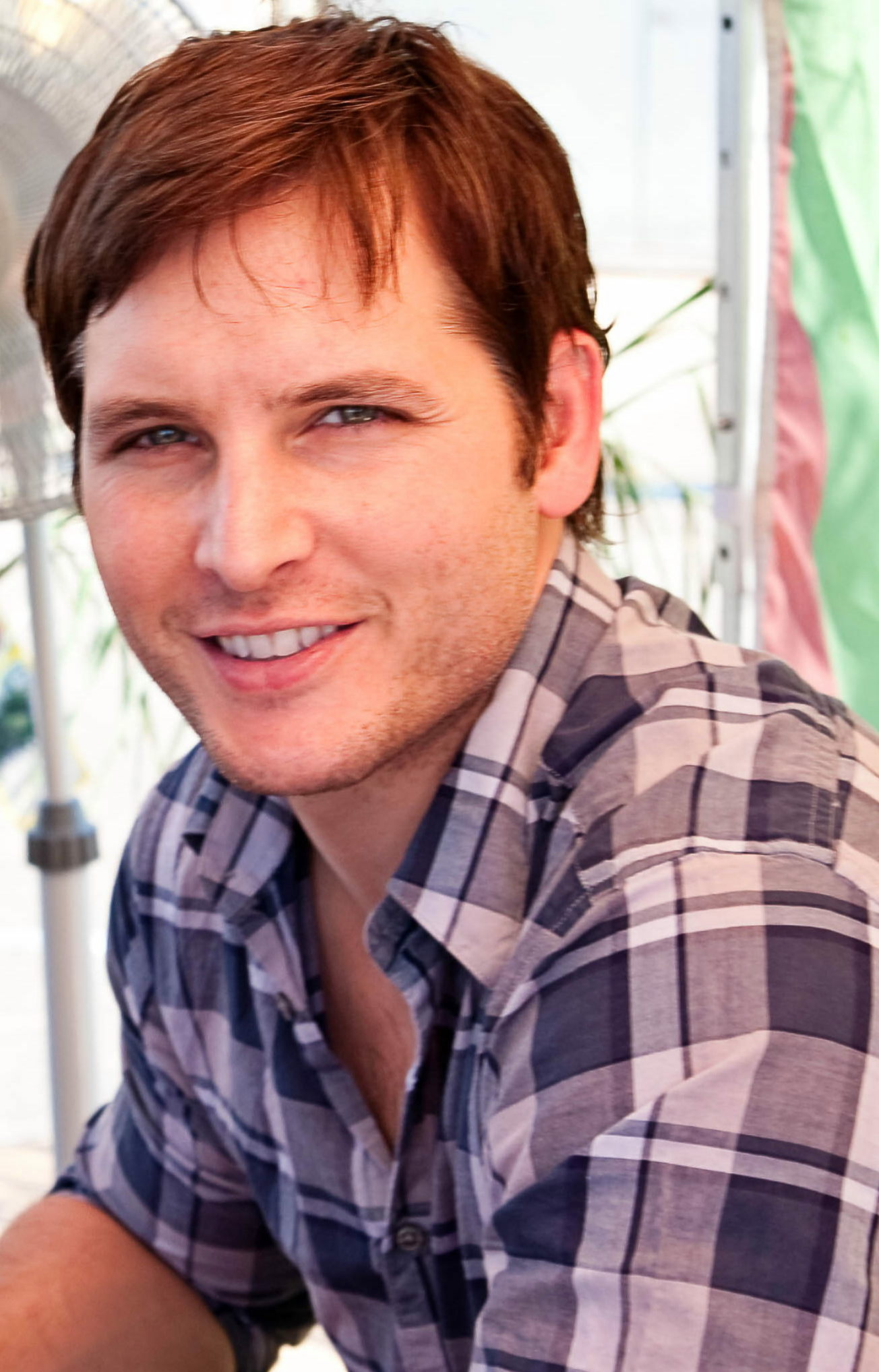
Peter Facinelli (* 1973)

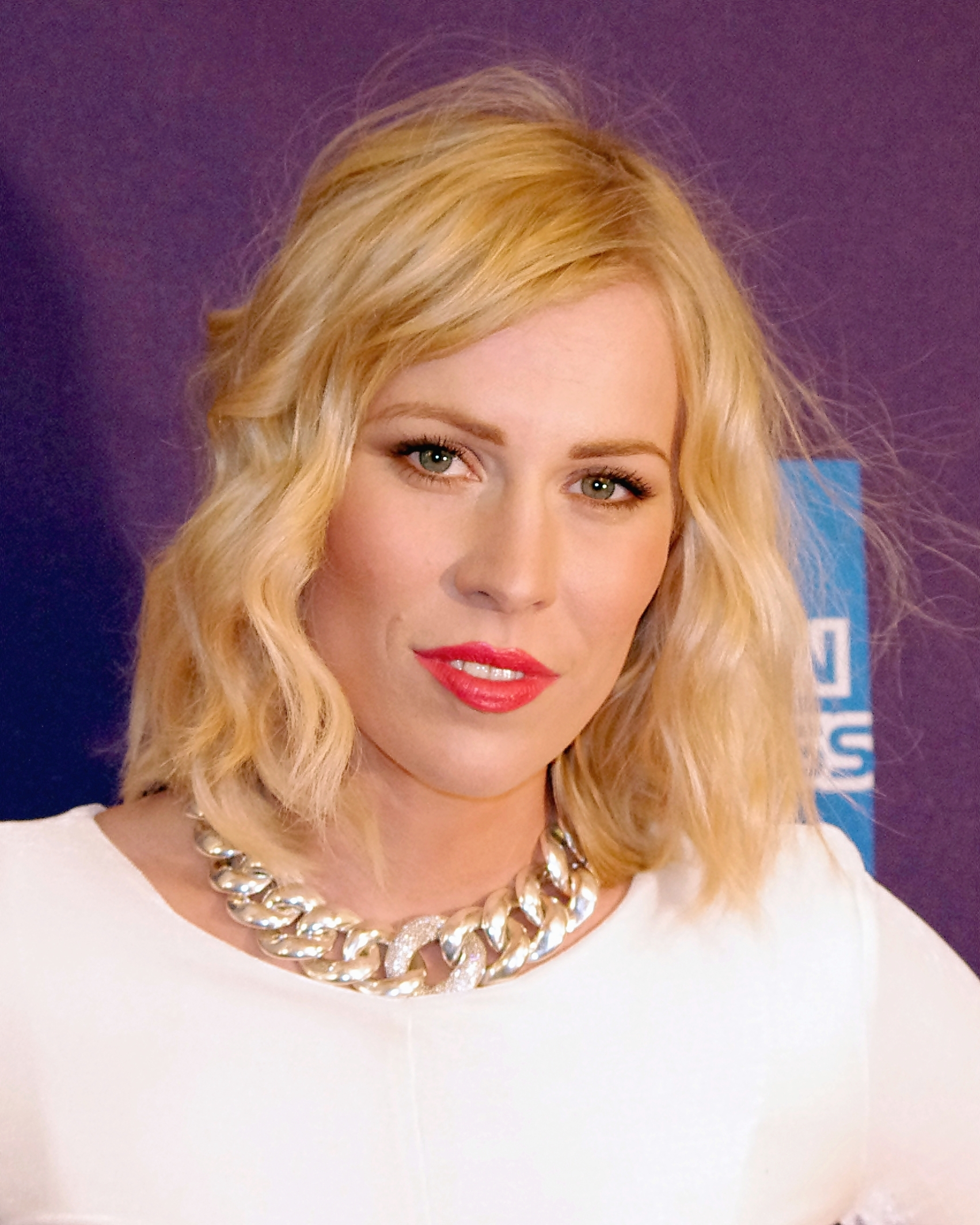
Natasha Bedingfield (* 1981)

- 1188 – Jurij II., velkokníže Vladimirsko-suzdalského knížectví († 4. března 1238)
- 1436 – Kateřina Portugalská, portugalská infantka a dcera krále Eduarda I. († 17. června 1463)
- 1604 – Johannes Bach, německý barokní hudební skladatel († pohřben 13. května 1673)
- 1607 – John Harvard, donátor Harvardovy univerzity († 14. září 1638)
- 1633 – Johann Christoph Wagenseil, německý filozof, orientalista, hebraista a právník († 9. října 1705)
- 1670 – Marie Amálie Braniborská, německá šlechtična a knížecí princezna († 17. listopadu 1739)
- 1678 – Karel Leopold Meklenbursko-Zvěřínský, německý šlechtic († 28. listopadu 1747)
- 1706 – Karel August Šlesvicko-Holštýnsko-Gottorpský, německý protestantský biskup († 31. května 1727)
- 1716 – Elizabeth Percy, vévodkyně z Northumberlandu, britská peerka († 5. prosince 1776)
- 1731 – William Cowper, anglický básník († 25. dubna 1800)
- 1767 – Platon Zubov, ruský politik († 19. dubna 1822)
- 1800 – Anton Martin Slomšek, slovinský biskup († 24. září 1862)
- 1811 –  Alexander Hübner, rakouský státník a diplomat († 30. července 1892)
- 1817 – Charles Adolphe Wurtz, francouzský chemik († 12. května 1884)
- 1820 – Fridrich Vilém Hesensko-Kasselský, dánský šlechtic († 14. října 1884)
- 1822 – Jakov Ignjatović, srbský spisovatel († 5. července 1889)
- 1827 – Ellen G. Whiteová, nejvlivnější postava první generace Adventistů sedmého dne († 16. července 1915)
- 1834 – Serafino Vannutelli, italský kardinál († 19. srpna 1915)
- 1837 – John Alexander Reina Newlands, anglický analytický chemik († 29. července 1898)
- 1838 – Svatý Jakub Berthieu, francouzský misionář († 8. června 1896)
- 1841 – Giovanni Battista Piamarta, italský katolický kněz a světec († 25. dubna 1913)
- 1842 – Franz Holter, rakouský politik německé národnosti († 3./4. dubna 1921)
- 1846 – Friedrich Jaksch von Wartenhorst, rakouský právník a politik († 27. listopadu 1908)
- 1847 – Marie Sofie Dánská, ruská carevna († 13. října 1928)
- 1848 – Pierre-Ernest Prins, francouzský malíř († 21. ledna 1913)
- 1850 – Ernst Kohlrausch, německý sportovní vědec, chronofotograf († 16. května 1923)
- 1857
  - Ferdinand de Saussure, švýcarský jazykovědec († 22. února 1913)
  - Nikolaus Szécsen, rakousko-uherský diplomat († 18. května 1926)
- 1858 – Albert Londe, francouzský fotograf († ? 1917)
- 1862 – Aurel Stein, maďarsko-britský archeolog a cestovatel židovského původu († 26. října 1943)
- 1864 – Ralph Paget, britský diplomat († 10. května 1940)
- 1866 – Andreas Bauer, františkánský misionář, mučedník, katolický světec († 9. července 1900)
- 1869 – Maud z Walesu, norská královna († 20. listopadu 1938)
- 1876
  - Willis Carrier, americký technik a vynálezce († 7. října 1950)
  - Abd al-Azíz ibn Saúd, král, zakladatel třetího saúdského státu († 9. listopadu 1953)
- 1878 – Major Taylor, americký dráhový cyklista († 21. června 1932)
- 1879 – Kassian Haid, rakouský římskokatolický duchovní († 22. září 1949)
- 1883 – Mihály Babits, maďarský básník a prozaik († 4. srpna 1941)
- 1884 – Kurt Behrens, německý skokan a olympionik († 5. února 1928)
- 1885 – Heinrich Brüning, německý říšský kancléř († 30. března 1970)
- 1894
  - Ivan Dmitrijevič Papanin, sovětský polární badatel († 30. ledna 1986)
  - Norbert Wiener, americký matematik, zakladatel kybernetiky († 18. března 1964)
- 1895 – Bertil Lindbald, švédský astronom († 25. června 1965)
- 1898
  - Héctor Scarone, uruguayský fotbalista († 4. dubna 1967)
  - Karl Ziegler, německý chemik, Nobelova cena za chemii 1963 († 12. srpna 1973)
- 1905 – Andrzej Wantuła, polský duchovní, teolog a historik († 15. června 1976)
- 1906 – Leo Aario, finský geograf a geolog († 6. srpna 1998)
- 1909 – Eugène Ionesco, francouzský dramatik a básník rumunského původu († 28. března 1994)
- 1910 – Cyril Cusack, irský herec († 7. října 1993)
- 1911 – Samuel Reshevsky, americký šachový velmistr židovského původu († 4. dubna 1992)
- 1914 – Charles Breijer, nizozemský fotograf a malíř († 18. srpna 2011)
- 1917 – Nesuhi Ertegün, americký hudební producent tureckého původu († 15. července 1989)
- 1918
  - Alexandra Širokovová, ruská bohemistka († 22. dubna 2003)
  - Patricio Aylwin, chilský politik († 19. dubna 2016)
  - Huber Matos, kubánský politik († 27. února 2014)
- 1919
  - Frederik Pohl, americký autor science fiction († 2. září 2013)
  - Ryszard Kaczorowski, poslední polský exilový prezident († 10. dubna 2010)
- 1921 – Françoise Gilot, francouzská malířka († 6. června 2023)
- 1922
  - Charles Schulz, americký tvůrce komiksů († 12. února 2000)
  - Gabo Zelenay, slovenský rozhlasový sportovní komentátor († 3. srpna 2003)
  - Étienne Gailly, belgický voják a atlet († 3. listopadu 1971)
- 1924 – Walter Absil, rakouský žid, který unikl holocaust († 28. října 2015)
- 1925 – Gregorio Álvarez Armelino, uruguayský prezident a diktátor († 28. prosince 2016)
- 1926
  - Ralf Wolter, německý herec († 14. října 2022)
  - Kaíd Sibsí, tuniský právník a politik († 25. července 2019)
- 1927 – Herbert Freudenberger, americký psychoanalytik († 29. listopadu 1999)
- 1928 – Károly Sándor, maďarský fotbalista († 10. září 2014)
- 1929 – Slavko Avsenik, slovinský harmonikář a hudebník († 2. července 2015)
- 1930 – Uladzimir Karatkevič, běloruský spisovatel, básník, dramatik († 25. července 1984)
- 1931
  - Adolfo Pérez Esquivel, argentinský aktivista, nositel Nobelovy ceny míru
  - Adrianus Johannes Simonis, nizozemský kardinál († 2. září 2020)
  - Viktor Fajnberg, ukrajinský filolog a disident († 2. ledna 2023)
  - Dušan Koník, slovenský fotbalový útočník († 19. ledna 2019)
- 1932 – Kiane Zawadi, americký jazzový pozounista
- 1933 – Imre Pozsgay, maďarský politik († 25. března 2016)
- 1934
  - Ljudmila Ševcová, sovětská olympijská vítězka v běhu na 800 metrů z roku 1960
  - Eugene Landy, americký psycholog († 22. března 2006)
- 1936 – Ondrej Bagoňa, slovenský politik a člen KSČ († 27. prosince 1997)
- 1937
  - Boris Jegorov, sovětský lékař a kosmonaut († 12. září 1994)
  - Bob Babbitt, americký baskytarista († 16. července 2012)
- 1939
  - Tina Turner, americká zpěvačka a herečka († 24. května 2023)
  - Art Themen, anglický saxofonista a ortoped
  - Štefan Kulan, slovenský fotbalový útočník
  - Abdullah Ahmad Badawi, malajský politik
- 1940
  - Enrico Bombieri, italský matematik
  - Gianni De Michelis, italský politik († 11. května 2019)
- 1943
  - Marilynne Robinsonová, americká spisovatelka a esejistka
  - Juan Giménez, argentinský komiksový kreslíř († 2. dubna 2020)
  - František Halás, slovenský fotbalový útočník
  - Naváf Masálaha, izraelský politik († 26. října 2021)
- 1944 – Ans Schutová, nizozemská rychlobruslařka, olympijská vítězka
- 1945
  - Daniel Davis, americký herec
  - John McVie, britský baskytarista
  - Jim Mullen, britský jazzový kytarista
- 1946 – Brian Hibbard, velšský herec a zpěvák († 17. června 2012)
- 1947 – Ondrej Halász, slovenský fotbalista
- 1948
  - Elizabeth Blackburnová, americká bioložka, Nobelova cena za lékařství a fyziologii 2009
  - Dennis Ross, americký diplomat a spisovatel
  - Galina Prozumenščikovová, plavkyně, reprezentantka Sovětského svazu, pět olympijských medailí († 19. července 2015)
  - Krešimir Ćosić, chorvatský basketbalista († 25. května 1995)
- 1949
  - Letizia Moratti, italská politička
  - Ivan Patzaichin, rumunský rychlostní kanoista († 5. září 2021)
  - Roni Milo, izraelský politik, právník a novinář
- 1951 – Ilona Staller, maďarská modelka, italská pornoherečka, politička
- 1952 – Jasaburo Sugawara, japonský zápasník
- 1953 – Julien Temple, anglický režisér
- 1954
  - Marta Andreasenová, španělská účetní zaměstnaná v komisi EU
  - Leonard Mlodinow, americký fyzik a spisovatel
  - Vellupiláj Prabhakaran, tamilský separatistický povstalec († 18. května 2009)
- 1955 – Jelko Kacin, slovinský politik
- 1957
  - Rodolphe Burger, francouzský hudebník
  - Matthias Reim, německý zpěvák, kytarista, skladatel
- 1958
  - Ellen Fiedlerová, východoněmecká atletka
  - Tapio Sipilä, finský zápasník
- 1959
  - Ivan Kružliak, slovenský fotbalový brankář
  - Satoši Mijauči, japonský fotbalista
- 1960
  - Rémy Vogel, francouzský fotbalový obránce
  - Munojotxon Yoʻlchiyeva, uzbecká zpěvačka
- 1961 – Wes Archer, americký režisér a tvůrce storyboardů
- 1962 – Oľga Pietruchová, slovenská spisovatelka a bojovnice za rovná práva
- 1963
  - Richard Arnold, americký učitel matematiky a kosmonaut
  - Gustavo Gabriel Zurbriggen, argentinský římskokatolický duchovní a biskup-prelát Deán Funes
- 1964 – Vreni Schneiderová, švýcarská sjezdařka
- 1965 – Peter Konyewachie, nigerijský boxer
- 1966 – Kristin Bauer van Straten, americká filmová a televizní herečka
- 1971
  - Ryan Robbins, kanadský herec
  - Akira Narahaši, japonský fotbalista
- 1972
  - Chris Osgood, kanadský hokejový brankář
  - Sergej Aksjonov, premiér autonomní republiky Krym
  - Keidži Kaimoto, japonský fotbalista
- 1973 – Peter Facinelli, americký herec,scenárista a režisér
- 1974 – Þorvaldur Makan Sigbjörnsson, islandský fotbalový útočník
- 1975 – DJ Khaled, americký hudebník palestinského původu
- 1976
  - Jean Grae, americká hip hopová zpěvačka
  - Maven Huffman, americký wrestler
- 1977
  - Loïc Attely, francouzský sportovní šermíř
  - Ivan Basso, italský silniční cyklista
  - Campbell Walsh, britský vodní slalomář
- 1979 – Heli Jukkolaová, finská reprezentantka v běhu
- 1980
  - Albert Montañés, španělský tenista
  - Aruna Dindane, fotbalista z Pobřeží slonoviny
  - Sheryn Regis, filipínská zpěvačka a herečka
- 1981
  - Natasha Bedingfield, britská zpěvačka
  - Adrian Illie, rumunský fotbalový útočník
  - Aurora Snow, americká pornoherečka
- 1983
  - Baadur Džobava, gruzínský šachový velmistr
  - Milan Ivana, slovenský fotbalový útočník
- 1984
  - Jeremy Lusk, americký freestylový motokrosař († 10. února 2009)
  - Antonio Puerta, španělský fotbalista († 28. srpna 2007)
  - Ryan Johnson, jamajský fotbalový útočník
  - Shannon Rempelová, kanadská rychlobruslařka
- 1986
  - Ivan Čeparinov, bulharský šachový velmistr
  - Konstadinos Filippidis, řecký atlet
  - Taťána Kozlovová, ruská reprezentantka v lyžařském orientačním běhu
  - Bauke Mollema, nizozemský cyklista
  - Trevor Morgan, americký filmový herec
  - Carly Gullicksonová, americká tenistka
- 1987
  - Matthew Ebden, australský tenista
  - Sergej Lim, uzbecký zápasník korejského původu
- 1988
  - Manuel Romain, francouzský lezec
  - Šú Kurata, japonský fotbalista
- 1989
  - Pierre Duprat, francouzský zápasník-judista
  - Maria Sanchezová, americká tenistka
  - Junior Stanislas, anglický fotbalový záložník
- 1990
  - Rita Ora, britská zpěvačka-skladatelka a herečka
  - Gabriel Paulista, brazilský fotbalový obránce
  - Michal Szpak, polský zpěvák
  - Michal Hamuľak, slovenský fotbalový útočník
  - Danny Welbeck, anglický fotbalový útočník
- 1992 – Louis Ducruet, syn monacké princezny Stéphanie
- 1993
  - Terry Antonis, australský fotbalový záložník
  - Manuel Cornu, francouzský reprezentant ve sportovním lezení
- 1994 – Freddy Figueroa, ekvádorský zápasník-judista
- 1996
  - Louane Emera, francouzská zpěvačka a herečka
  - Rodney Klooster, nizozemský fotbalový obránce
  - Marc Roca, španělský fotbalový záložník
  - Wesley Moraes, brazilský fotbalista
- 1997
  - Aubrey Joseph, americký rapper a herec
  - Aaron Wan-Bissaka, anglický fotbalista
  - Robeilys Peinadová, venezuelská reprezentantka ve skoku o tyči

## Úmrtí

### Česko

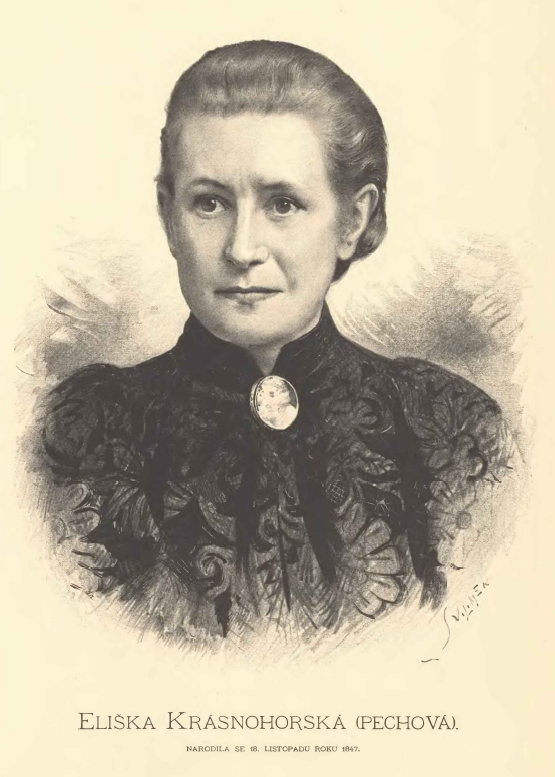
Eliška Krásnohorská († 1926)

- 1775 – Sanctus Černý, český řádový hudební skladatel (* 1724)
- 1857 – Joseph von Eichendorff, šlechtic a básník (* 10. března 1788)
- 1869 – Václav Jaromír Picek, básník  (* 13. listopadu 1812)
- 1873 – August Emanuel Reuss, česko-rakouský geolog, mineralog a paleontolog (* 8. července 1811)
- 1876 – Benedikt z Rittersteinu, český šlechtic (* 1814)
- 1886 – Leopold Kompert, židovský spisovatel (* 15. května 1822)
- 1889 – Matěj Procházka, vlastenecký kněz, autor prací z církevních dějin a sociální nauky církve (* 4. února 1811)
- 1891 – Josef Prediger, varhanář a starosta Albrechtic v Jizerských horách (* 26. ledna 1812)
- 1908 – Jaromír Černín z Chudenic, šlechtic a velkostatkář (* 13. března 1818)
- 1911 – Alois Kocourek, hudební skladatel a vojenský kapelník (* 1853)
- 1926 – Eliška Krásnohorská, česká spisovatelka (* 18. listopadu 1847)
- 1933
  - Ladislav Burket, spoluzakladatel a první ředitel lesnických škol v Písku (* 22. října 1855)
  - Josef Pazourek, rektor Českého vysokého učení technického (* 3. ledna 1862)
  - František Kořistka, česko-italský podnikatel v oboru optiky (* 1. března 1851)
- 1936 – Josef Luksch, sudetoněmecký statkář a politik (* 6. března 1862)
- 1939
  - Bohumil Zahradník-Brodský, český prozaik (* 21. srpna 1862)
  - Arne Novák, český literární historik (* 2. března 1880)
- 1942 – Evžen Čížek, armádní důstojník a vojenský letec (* 10. prosince 1904)
- 1943
  - Alois Herout, spoluautor původní československé těsnopisné soustavy (* 17. listopadu 1860)
  - Vilém Karger, moravsko-rakouský politik (* 13. září 1856)
- 1954 – Antonín Zmrhal, čs. ministr vnitřního obchodu (* 22. července 1882)
- 1955 – František Peyr, fotbalista a brankář (* 5. srpna 1896)
- 1956 – Ludvík Vacátko, český malíř (* 19. srpna 1873)
- 1957 – Theodor Čejka, esperantista (* 10. ledna 1878)
- 1965 – Václav Tikal, malíř (* 24. prosince 1906)
- 1968 – Jan Boháč, římskokatolický kněz (* 22. srpna 1888)
- 1969 – Vilém Kvasnička, český architekt (* 3. srpna 1885)
- 1970 – Jaroslav Tomášek, český hudební skladatel (* 10. dubna 1896)
- 1978 – Taťána Tilschová, překladatelka z angličtiny a italštiny (* 18. září 1904)
- 1980 – Blažej Ráček, katolický kněz a církevní historik (* 3. února 1884)
- 1981 – Bohumil Rameš, český cyklista (* 4. března 1895)
- 1982 – Karel Souček, malíř (* 16. září 1915)
- 1984 – Miloš Kýr, fotbalista (* 26. března 1918)
- 1985 – Josef Nováček, moravský exulant v USA (* 27. května 1894)
- 1989 – Jura Sosnar-Honzák, komunistický odbojář a politik (* 20. května 1914)
- 1993 – Jindřich Jindrák, operní pěvec (* 4. listopadu 1931)
- 2002 – František Jelínek, skaut a přeživší holocaust (* 24. listopadu 1921)
- 2004 – Zdeněk Čížkovský, moravský katolický kněz (* 22. února 1921)
- 2007
  - Václav Vojtěch Tošovský, pediatr a spisovatel (* 1. července 1912)
  - Jaroslav Skála, bojovník proti alkoholismu a zakladatel první záchytné stanice (* 25. května 1916)
- 2008 – Bohuslav Brabec, římskokatolický kněz (* 16. července 1926)
- 2009 – Radomír Luža, česko-americký historik a politik (* 17. října 1922)
- 2011 – Jiří Bažant, český hudební skladatel, pedagog a klavírista (* 27. září 1924)
- 2014 – Jaroslav Matyáš, generál a politik za KSČ (* 13. března 1933)
- 2017
  - Miroslav Kapoun, politik za ČSSD (* 3. srpna 1945)
  - Jaromír Komorous, básník a textař (* 13. května 1951)
- 2019 – Karel Werner, indolog a orientalista (* 12. ledna 1925)
- 2020 – Helena Braunová, spisovatelka (* 23. srpna 1944)

### Svět
- 0399 – Papež Siricius

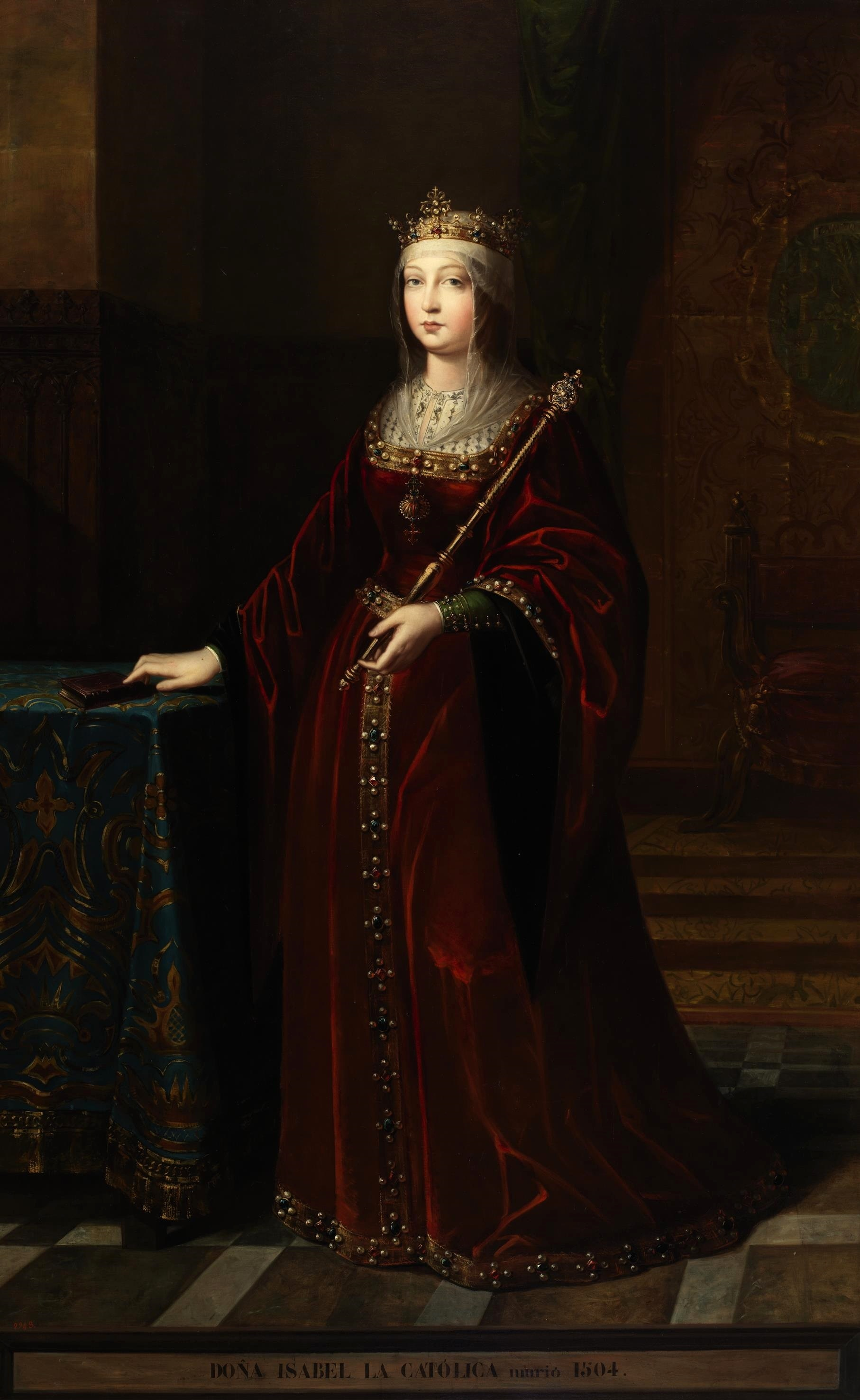
Isabela Kastilská († 1504)

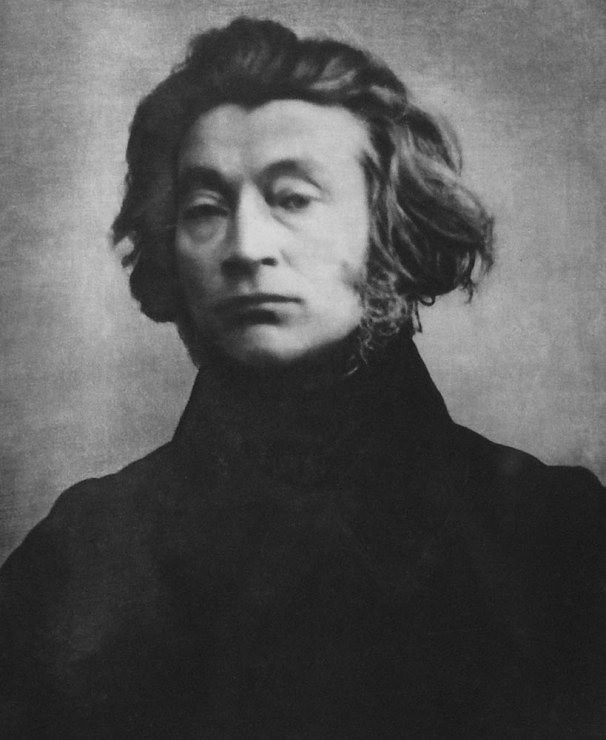
Adam Mickiewicz († 1855)

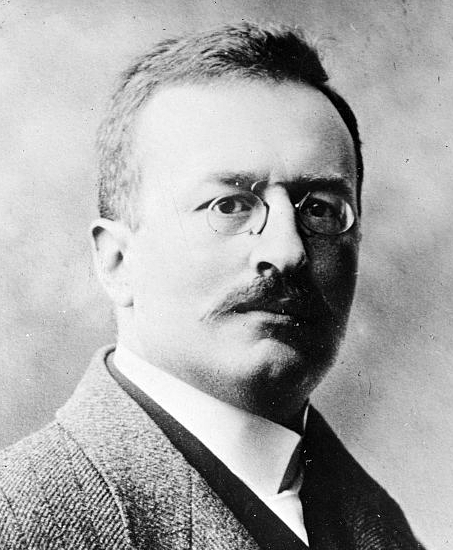
Sven Hedin († 1952)

- 1252 – Blanka Kastilská, francouzská královna (* 4. března 1188)
- 1504 – Isabela Kastilská , kastilská a aragonská královna (* 1451)
- 1641 – Hedvika Dánská, norská a dánská princezna, dcera krále Frederika II. (* 5. srpna 1581)
- 1650 – Jiří IV. Drašković, chorvatsko-maďarský kněz (* 14. května 1599)
- 1670 – Jacob van Loo, nizozemský malíř a kreslíř (* 1614)
- 1678 – Willem Piso, nizozemský lékař a botanik (* 1611)
- 1688 – Philippe Quinault, francouzský dramatik a libretista (* 3. června 1635)
- 1718 – Bernardo Sabadini, italský hudební skladatel (* 17. stol.)
- 1801 – Déodat Gratet de Dolomieu, francouzský mineralog a geolog (* 23. června 1750)
- 1807 – Oliver Ellsworth, americký právník a politik (* 29. dubna 1745)
- 1812 – Marie Eleonora z Lichtenštejna, česká šlechtična (* 7. července 1745)
- 1816 – Dmitrij Sergejevič Dochturov, ruský generál (* 13. září 1756)
- 1822 – Karl August von Hardenberg, německý státník a reformátor Pruska (* 31. května 1750)
- 1836 – John Loudon McAdam, skotský inženýr a stavitel (* 23. září 1756)
- 1844 – Gustaf Johan Billberg, švédský botanik, zoolog a anatom (* 14. června 1772)
- 1851 – Nicolas Jean de Dieu Soult, francouzský generál a politik (* 29. března 1769)
- 1852
  - Pavel Fedotov, ruský malíř (* 4. července 1815)
  - John Josiah Guest, velšský průmyslník (* 2. února 1785)
- 1855 – Adam Mickiewicz, polský spisovatel (* 24. prosince 1798)
- 1857 – Joseph von Eichendorff, německý spisovatel (* 10. března 1788)
- 1883 – Sojourner Truth, afroamerická abolicionistka a bojovnice za ženská práva (* 1797)
- 1892 – Charles Martial Lavigerie, arcibiskup v Alžíru a kardinál (* 31. října 1825)
- 1898 – Hayranidil Kadınefendi, konkubína osmanského sultána Abdulazize (* 2. listopadu 1846)
- 1901 – Gottfried Schenker, švýcarský podnikatel (* 14. února 1842)
- 1906 – Olaf Martin Peder Væring, norský fotograf (* 30. května 1837)
- 1907 – Alfred Lenz, rakouský průmyslník a politik (* 16. ledna 1832)
- 1908 – Me'ir Friedmann, rakousko-uherský židovský učenec (* 10. července 1831)
- 1910 – Laza Kostić, srbský básník (* 31. ledna 1841)
- 1911 – Paul Lafargue, politický aktivista, zeť Karla Marxe (* 15. ledna 1842)
- 1920 – Simon Karetnik, ukrajinský anarchista (* 1893)
- 1925 – Gottlieb Schumacher, americký architekt a archeolog (* 21. listopadu 1857)
- 1926 – John Browning, americký konstruktér zbraní (* 23. ledna 1855)
- 1928 – Reinhard Scheer, německý admirál (* 30. září 1863)
- 1930 – Otto Sverdrup, norský námořník, polárník a objevitel (* 31. října 1854)
- 1931 – Josef Pongratz, rakouský sociálně demokratický politik (* 21. února 1863)
- 1940 – Harold Harmsworth, britský politik (* 26. dubna 1868)
- 1943 – Winnaretta Singerová, americko-francouzská mecenáška umění a dědička jmění firmy na šicí stroje Singer (* 8. ledna)
- 1944
  - Florence Foster Jenkinsová, americká celebrita a sopranistka (* 19. července 1868)
  - Edward Johnston, uruguayský a britský fotograf (* 11. února 1872)
- 1946 – Matej Metod Bella, slovenský evangelický kněz a politik (* 7. prosince 1869)
- 1948 – Hans Möser, příslušník SS odsouzený k smrti (* 7. dubna 1906)
- 1950
  - Hedwiga Courthsová-Mahlerová, německá spisovatelka (* 18. února 1867)
  - Edward Cavendish, 10. vévoda z Devonshiru, britský politik, státník a šlechtic (* 6. května 1895)
- 1952
  - Eli Heckscher, švédský ekonom a historik ekonomie (* 24. listopadu 1879)
  - Sven Hedin, švédský topograf, cestovatel a fotograf (* 19. února 1865)
- 1953
  - Ivor Atkins, velšský varhaník a skladatel (* 29. listopadu 1869)
  - Emil Gaar, rakouský klasický filolog (* 18. dubna 1883)
- 1956
  - Tommy Dorsey, americký jazzový trombónista, trumpetista, skladatel a dirigent (* 19. listopadu 1905)
  - Sofie Buxhoeveden, dvorní dáma carevny Alexandry Fjodorovny, spisovatelka (* 6. září 1883)
- 1957 – Billy Bevan, australský komik (* 29. září 1887)
- 1959 – Albert Ketelbey, anglický hudební skladatel (* 9. srpna 1875)
- 1966 – Siegfried Kracauer, americký filmový a kulturní teoretik, sociolog a spisovatel (* 8. února 1889)
- 1968 – Arnold Zweig, německý spisovatel (* 10. listopadu 1887)
- 1971 – Giacomo Alberione, italský katolický kněz (* 4. dubna 1884)
- 1973 – Ašer Chiram, izraelský architekt (* 17. prosince 1897)
- 1977 – Ruth Moufangová, německá matematička (* 10. ledna 1905)
- 1981 – Max Euwe, nizozemský šachista a matematik (* 20. května 1901)
- 1982 – Juhan Aavik, estonsko-švédský skladatel (* 29. ledna 1884)
- 1983 – Cyril Weidenborner, americký hokejový brankář (* 30. března 1892)
- 1984 – Bernard Lonergan, kanadský jezuitský filozof (* 17. prosince 1904)
- 1985
  - Rudo Moric, slovenský spisovatel (* 27. března 1921)
  - Sergej Gerasimov, sovětský filmový režisér (* 3. června 1906)
- 1986
  - Ndoc Kodheli, albánský fotožurnalista (* ?)
  - Kaku Takagawa, japonský profesionální hráč go (* 21. září 1915)
- 1987 – Joy Paul Guilford, americký psycholog (* 7. března 1897)
- 1989 – Ahmed Abdallah Abderemane, komorský politik (* 12. června 1919)
- 1991
  - François Billetdoux, francouzský spisovatel (* 7. září 1927)
  - Ed Heinemann, americký konstruktér vojenských letadel (* 14. března 1908)
- 1992
  - John Sharp, britský herec (* 5. srpna 1920)
  - Annie Skau Berntsen, norská misionářka v Číně (* 29. května 1911)
- 1993
  - Guido Masetti, italský fotbalový brankář (* 22. listopadu 1907)
  - Saly Ruth Ramler, první žena s doktorátem z matematiky (* 10. listopadu 1894)
- 1995 – David Briggs, americký hudební producent (* 29. února 1944)
- 1996 – Gerry Cosby, americký hokejista (* 15. května 1909)
- 1999
  - Ashley Montagu, britsko-americký antropolog (* 28. července 1905)
  - Clifford Jarvis, americký jazzový hudebník (* 26. října 1941)
- 2004 – Philippe de Broca, francouzský režisér (* 15. března 1933)
- 2005 – Mark Craney, bubeník skupiny Jethro Tull (* 26. srpna 1952)
- 2007 – Herb McKenley, jamajský atlet a olympijský vítěz (* 10. července 1922)
- 2008 – Edwin Ernest Salpeter, rakousko-australsko-americký astrofyzik (* 3. prosince 1924)
- 2009
  - Sam Haskins, jihoafrický fotograf (* 11. listopadu 1926)
  - Július Kozma, slovenský šachista (* 1. června 1929)
- 2010 – Milan Ferko, slovenský spisovatel (* 14. prosince 1929)
- 2011
  - Keef Hartley, britský bubeník (* 8. dubna 1944)
  - Chukwuemeka Odumegwu Ojukwu, nejvyšší představitel Biafry (* 4. listopadu 1933)
- 2012 – Joseph Murray, americký lékař a plastický chirurg (* 1. dubna 1919)
- 2013
  - Arik Einstein, izraelský zpěvák, hudební skladatel a herec (* 3. ledna 1939)
  - Saul Leiter, americký fotograf a malíř (* 3. prosince 1923)
- 2016
  - Alv Gjestvang, norský rychlobruslař (* 13. září 1937)
  - Peter Hans Kolvenbach, nizozemský jezuita (* 30. listopadu 1928)
- 2018
  - Bernardo Bertolucci,  italský filmový režisér (* 16. března 1941)
  - Stephen Hillenburg, americký kreslíř a tvůrce seriálu Spongebob v kalhotách (* 21. srpna 1961)
- 2019
  - James L. Holloway III., americký admirál a pilot námořnictva (* 23. února 1922)
  - Jakob Kuhn, švýcarský fotbalový trenér (* 12. října 1943)
- 2020
  - John D. Barrow, anglický kosmolog, teoretický fyzik a matematik (* 29. listopadu 1952)
  - Dimitar Largov, bulharský fotbalový obránce (* 10. září 1936)
  - Jacques Secrétin, francouzský stolní tenista (* 18. března 1949)
- 2021
  - Stephen Sondheim, americký hudební skladatel a textař (* 22. března 1930)
  - Alexandr Timošinin, sovětský veslař (* 20. května 1948)

## Svátky

### Česko
- Artur a Artuš
- Aram
- Jonatan
- Konrád
- Kurt

Katolický kalendář
- Svatý Silvestr Guzzolini
- Svatý Leonardo z Porto Maurizio

### Svět
- Den povědomí o nedostatku železa
- Mongolsko: Den nezávislosti
- USA: Thanksgiving (je-li čtvrtek)

| 26. listopad v pražském KlementinuÚdaje jsou platné k 8. 7. 2025. | 26. listopad v pražském KlementinuÚdaje jsou platné k 8. 7. 2025. | 26. listopad v pražském KlementinuÚdaje jsou platné k 8. 7. 2025. |
| minimum                                                           | denní průměr                                                      | maximum                                                           |
| ----------------------------------------------------------------- | ----------------------------------------------------------------- | ----------------------------------------------------------------- |
| −15,5 °C (1849)                                                   | 3,5 °C (od 1961)                                                  | 14,9 °C (1960)                                                    |